# 小行星6779
小行星6779（英語：6779 Perrine）是一颗围绕太阳公转的小行星。1990年2月20日，安東寧·姆爾科斯在克列特发现了此天体。
这颗小行星的绝对星等为199.98145等。